# Cantonul Charolles
Cantonul Charolles este un canton din arondismentul Charolles, departamentul Saône-et-Loire, regiunea Burgundia, Franța.

## Comune
| Comune                   | Populație (1999) | Cod poștal | Cod INSEE |
| ------------------------ | ---------------- | ---------- | --------- |
| Baron                    | 217              | 71120      | 71021     |
| Champlecy                | 235              | 71120      | 71082     |
| Changy                   | 410              | 71120      | 71086     |
| Charolles                | 3.027            | 71120      | 71106     |
| Fontenay                 | 36               | 71120      | 71203     |
| Lugny-lès-Charolles      | 277              | 71120      | 71268     |
| Marcilly-la-Gueurce      | 122              | 71120      | 71276     |
| Ozolles                  | 483              | 71120      | 71339     |
| Prizy                    | 65               | 71800      | 71361     |
| Saint-Julien-de-Civry    | 550              | 71800      | 71433     |
| Vaudebarrier             | 244              | 71120      | 71562     |
| Vendenesse-lès-Charolles | 699              | 71120      | 71564     |
| Viry                     | 244              | 71120      | 71586     |